# Estadio Jorge „Calero” Suárez
Estadio Jorge „Calero” Suárez Landaverde – stadion piłkarski w salwadorskim mieście Metapán, w departamencie Santa Ana. Obiekt może pomieścić 8000 widzów, a swoje mecze rozgrywa na nim drużyna AD Isidro Metapán.
Obiekt został ufundowany jeszcze w latach 40. XX wieku pod nazwą Estadio Los Sauces („Stadion Wierzb”), ze względu na dużą liczbę tych drzew rosnących wokół murawy. Na tym boisku występowały pierwsze zespoły z miasta Metapán, jak CD Isidro Menéndez. W latach 1995–1996 arena została gruntownie przebudowana; dobudowano wówczas dach i zmodyfikowano wschodnią trybunę. Po zakończeniu tych prac urząd miejski zadecydował o zmianie nazwy obiektu na Estadio Jorge „Calero” Suárez, na cześć byłego wybitnego bramkarza reprezentacji Salwadoru, Jorge Suáreza, pochodzącego z Metapán. W 1999 roku i 2001 roku na wniosek burmistrza miasta, Gumercindo Landaverde, wymieniano murawę i zainstalowano sztuczne oświetlenie, którego inauguracja nastąpiła podczas meczu dwóch lokalnych drużyn, Alianza-Metapán i San Luis-Metapán. W późniejszym czasie powiększono pojemność z 5000 do 8000 miejsc. W 2012 roku miały miejsce kolejne prace, związane z powiększeniem wymiarów boiska, remontem infrastruktury i systemu odprowadzającego wodę z murawy.